# Raymond de Biolley
Pour les articles homonymes, voir Biolley.
 Raymond Marie François, vicomte de Biolley, né à Andrimont, le 24 septembre 1866 et décédé le 1er février 1937 à Verviers fut un homme politique belge francophone libéral. Il est le fils du vicomte Emmanuel de Biolley (1829-1892) et de la baronne Marie Clotilde de Moffart (1836-1881), et le petit-fils du vicomte Raymond de Biolley (1789-1846).
Il fut conseiller communale de Verviers et membre du parlement,,.

## Descendance
Raymond de Biolley épousa le 25 novembre 1903 à Anvers dame Marie Josèphe de Ramaix (1879-1952), fille du Comte Maurice de Ramaix. .
De cette union naquirent :
- le vicomte Maurice de Biolley (1904-1943) ∞ 1928 Marie-Louise de Loën d' Enschedé (1905,) dont furent issus:
  - Régine de Biolley (31.03.1929, -)  ∞ Baron Jean de Bernard de Fauconval de Deukem
    - Guibert, Auriane, Olivier, Marie Pascale, Jean Charles, Caroline

  - Vicomte Christian de Biolley (01.08.1930, 03.09.2018) ∞ Christina van Lamsweerde
    - Philippe, Maurice, Olivier, Alix, Marie Helène, Geoffroy

  - Vicomte Dominique de Biolley (23.10.1935, 22.12.2003) ∞ Marie-Christine Lagasse de Locht
    - Gauthier, Jehanne, Benoit, Hubert, Marie, Nicolas
- dame Marthe de Biolley (1908-1922) ;
- dame Cécile de Biolley (1912- ).